# Race Against Time: Searching for Hope in AIDS-Ravaged Africa
Race Against Time: Searching for Hope in AIDS-Ravaged Africa er en faglitterær bog skrevet af Stephen Lewis til Massey-forelæsningerne. Lewis skrev den i begyndelsen til midten af 2005 og House of Anansi Press udgav den, da forelæsningsrækken påbegyndtes i oktober 2005. Hver af bogens kapitler blev fremlagt som en forelæsning i forskellige canadiske byer, startende med Vancouver den 18. oktober og afsluttet i Toronto den 28. oktober. Forelæsningerne blev sendt på CBC Radio One i perioden 7. til 11. november. Forfatteren og taleren, Stephen Lewis, var på den tid de Forenede Nationers særlige udsending for HIV/AIDS i Afrika og tidligere canadisk ambassadør i FN. Selvom han skrev bogen og forelæsningerne i sin rolle som en bekymret canadisk statsborger er hans kritik af FN, internationale organisationer og andre diplomater, inklusiv at nævne specifikke personer ved navn, blevet kaldt udiplomatisk og førte flere anmeldere til at spekulere på, hvorvidt han ville blive frataget sin plads i FN.
I bogen og forelæsningerne argumenterer Lewis for, at betydelige ændringer er nødvendige for at kunne opfylde 2015-målene i Afrika til deadline. Lewis forklarer Afrikas historiske kontekst siden 1980'erne, hvor han anfører en række af katastrofale økonomiske målsætninger lavet af international financial institutions, der har bidraget til, snarere end begrænset, fattigdom. Han forbinder lånene til strukturtilpasningsprogrammer, med betingelser for begrænset offentlig forbrug på sundhed og uddannelsesmæssig infrastruktur, med den ukontrollerede udbredelse af AIDS og efterfølgende mangel på føde, idet sygdommen har påvirket store dele af den arbejdsdygtige del af befolkningen. Lewis behandler diskrimination af kvinder og grundskoling af børn. For at hjælpe med at mildne problemerne slutter han af med potentielle løsninger, som hovedsageligt behøver forøget økonomisk støtte fra G8-landene til et niveau højere end, hvad de lover.
Boganmeldere har fundet kritikken konstruktiv og indholdet ærligt. Hans stil fokuserer mindre på tal og statistik og mere på at forbinde beslutninger foretaget af FN-embedsmænd og vestlige diplomater med konsekvenser i Afrika. Hans øjenvidneberetninger siges at være oprigtige og følelsesladede. Bogen var nummer et på avisen The Globe and Mail's Nonfiction Bestseller List i syv uger. Anden udgave blev udgivet i juni 2006. The Canadian Booksellers Association tildelte dens Libris Award for årets faglitterære bøger til Race Against Time og dens Pris for Årets Forfatter til Lewis i 2006.